# Constance Mochar
Constance Mochar (* 28. März 1977 in Eisenkappel) ist eine ehemalige österreichische Triathletin und Staatsmeisterin auf der Langdistanz (2010), die heute in Klagenfurt als Sportfunktionärin und Stadträtin tätig ist.

## Sportlicher Werdegang
2003 startete Constance Mochar bei ihrem ersten Triathlon und im August 2005 bestritt sie in Podersdorf ihren ersten Triathlon auf der Ironman-Distanz (3,8 km Schwimmen, 180 km Radfahren und 42,195 km Laufen). 2008 und 2009 wurde sie beim Austria-Triathlon Österreichische Vize-Staatsmeisterin über die Langdistanz.
In Graz wurde sie im Mai 2009 Vierte bei der Österreichischen Meisterschaft auf der Triathlon-Mitteldistanz.

### Staatsmeisterin Triathlon Langdistanz 2010
Im August 2010 wurde sie als Zweitplatzierte hinter der Tschechin Jana Candrová Staatsmeisterin über die Triathlon-Langdistanz.
Im August 2012 wurde sie in Wiesbaden Triathlon-Europameisterin in der Klasse der Frauen 35–39.
In Budapest konnte sie sich im August 2014 für einen Startplatz bei der Ironman 70.3-Weltmeisterschaft 2015 qualifizieren.
Bei der Weltmeisterschaft Wintertriathlon wurde Constance Mochar im Februar 2016 in Zeltweg Zweite und damit Vize-Weltmeisterin in der Altersklasse 35–39. Im Oktober 2017 startete die damals 40-Jährige beim Ironman Hawaii und belegte den elften Rang in der Altersklasse 40–44.

### Ironman Altersklassen-Weltmeisterin 2022
Im Mai 2022 wurde die 45-Jährige beim Ironman St. George (Ironman World Championships; Ersatztermin für den Ironman Hawaii 2021) Weltmeisterin der Altersklasse W45–49.
Seit 2022 tritt sie nicht mehr international in Erscheinung und im Dezember 2022 wurde sie zur Präsidentin des Kärntner Triathlonverbandes in Klagenfurt ernannt.
Constance Mochar lebt seit 2008 mit ihrem Sohn, der ebenfalls Triathlon betreibt, in Klagenfurt am Wörthersee, wo sie als Stadträtin aktiv ist.

## Politische Laufbahn
- 1995 – 2001 VSSTÖ Leoben
- seit 2001 SPÖ Parteimitglied
- seit 2012 Ausschussmitglied Sektion St. Martin/Kreuzbergl
- seit 2013 SWV-Spitzenkandidatin Fachvertretung Entsorgungs- und Ressourcenmanagement
- seit 2015 Mandatarin i.d. Fachvertretung Entsorgungs- und Ressourcenmanagement
- seit 2015 Vizepräsidentin (SWV) Kärnten
- seit 2020 Abgeordnete zum Kärntner Wirtschaftsparlament, Vizepräsidentin SWV Kärnten
- seit 2022 Sektionsvorsitzende St. Martin/Kreuzbergl
- seit November 2023 Stadträtin Klagenfurt[5]

## Sportliche Erfolge
| Datum/Jahr    | Rang | Wettbewerb                                       | Austragungsort     | Zeit     | Bemerkung                                                                                |
| ------------- | ---- | ------------------------------------------------ | ------------------ | -------- | ---------------------------------------------------------------------------------------- |
| 16. Juli 2017 | 5    | ÖTRV Staatsmeisterschaft Triathlon Kurzdistanz   | Wallsee-Sindelburg | 02:16:46 | Staatsmeisterschaft beim Mostiman Triathlon                                              |
| 23. Aug. 2014 | 11   | Ironman 70.3 Budapest                            | Budapest           | 04:50:05 | Siegerin der Altersklasse F35                                                            |
| 8. Sep. 2013  | 58   | Ironman 70.3 World Championships                 | Las Vegas          | 05:03:40 | bei der Ironman-70.3-Weltmeisterschaft sechster Rang in der Altersklasse F35-39          |
| 26. Aug. 2012 | 20   | Ironman 70.3 Salzburg                            | Zell am See        | 04:54:00 |                                                                                          |
| 12. Aug. 2012 | 24   | Ironman 70.3 Germany                             | Wiesbaden          | 05:13:17 | bei der Europameisterschaft über die halbe Ironman-Distanz Siegerin in der Klasse F35–39 |
| 11. Sep. 2011 |      | Ironman 70.3 World Championships                 | Henderson          | 05:15:31 | 35. Rang in der Altersgruppe bei der Weltmeisterschaft auf der Mitteldistanz             |
| 7. Mai 2011   | 2    | Austria 1/2 Iron Triathlon                       | Graz               | 04:32:28 | Zweite hinter der Slowakin Kristina Lapinova                                             |
| 17. Apr. 2011 | 5    | TriStar111 Mallorca                              | Portocolom         | 04:34:02 | 1 km Schwimmen, 100 km Radfahren und 10 km Laufen                                        |
| 9. Mai 2009   | 4    | ÖTRV Staatsmeisterschaft Triathlon Mitteldistanz | Graz               | 04:27:34 | Österreichische Meisterschaften auf der Triathlon-Mitteldistanz                          |
| 2008          | 3    | Vienna HalfIronman                               | Wien               | 04:45:18 |                                                                                          |

| Datum/Jahr    | Rang | Wettbewerb                                     | Austragungsort | Zeit     | Bemerkung |
| ------------- | ---- | ---------------------------------------------- | -------------- | -------- | --- |
| 7. Mai 2022   |      | Ironman St. George                             | St. George     | 10:39:39 | Siegerin und Weltmeisterin der der Altersklasse W45-49 |
| 14. Okt. 2017 |      | Ironman Hawaii                                 | Hawaii         | 10:36:24 | Elfte der Altersklasse W40-44 |
| 1. Juli 2012  | 6    | Ironman Austria                                | Klagenfurt     | 10:01:02 | 1. Rang in der Altersgruppe W35-39 bei ihrem 11. Ironman-Rennen                                                                                              |
| 3. Juli 2011  | 18   | Ironman Austria                                | Klagenfurt     | 09:43:07 | neue persönliche Ironman-Bestzeit |
| 28. Aug. 2010 | 1    | ÖTRV Staatsmeisterschaft Triathlon Langdistanz | Podersdorf     | 09:50:30 | Österreichische Staatsmeisterin auf der Langstrecke mit neuer persönlicher Bestzeit beim vierten Start und zweiten Rang beim Austria-Triathlon in Podersdorf |
| 4. Juli 2010  | DNF  | Ironman Austria                                | Klagenfurt     | –        | Rennabbruch auf der Laufstrecke |
| 29. Aug. 2009 | 2    | Austria-Triathlon                              | Podersdorf     |          | Vize-Staatsmeisterin auf der Langstrecke |
| 2008          | 3    | Austria-Triathlon                              | Podersdorf     | 10:21:55 | Vize-Staatsmeisterin |
| 13. Okt. 2007 |      | Ironman Hawaii                                 | Hawaii         | 11:48:51 | |
| 16. Juli 2006 | 38   | Ironman Austria                                | Klagenfurt     | 10:54:19 | |
| 27. Aug. 2005 |      | Austria-Triathlon                              | Podersdorf     |          | erster Start auf der Langdistanz |

| Datum/Jahr    | Rang | Wettbewerb                                      | Austragungsort | Zeit     | Bemerkung                                                                   |
| ------------- | ---- | ----------------------------------------------- | -------------- | -------- | --------------------------------------------------------------------------- |
| 13. Feb. 2016 | 2    | ITU Winter Triathlon World Championships W35–39 | Zeltweg        | 01:11:59 | Zweite bei der Wintertriathlon-Weltmeisterschaft in der Altersklasse W35–39 |

(DNF – Did Not Finish)